# Kastély
A kastélyok általában előkelő, jómódú személyek szabadon álló, palotaszerű székhelyei, főurak, földesurak fényűző, esetleg várszerű lakóhelyei birtokukon, uradalmuk családi és adminisztrációs székhelye.

A kastély kifejezés valószínűleg a castellum szóból származik, amely kicsi római tábort jelent. A castellum a castrum szó kicsinyített alakja.

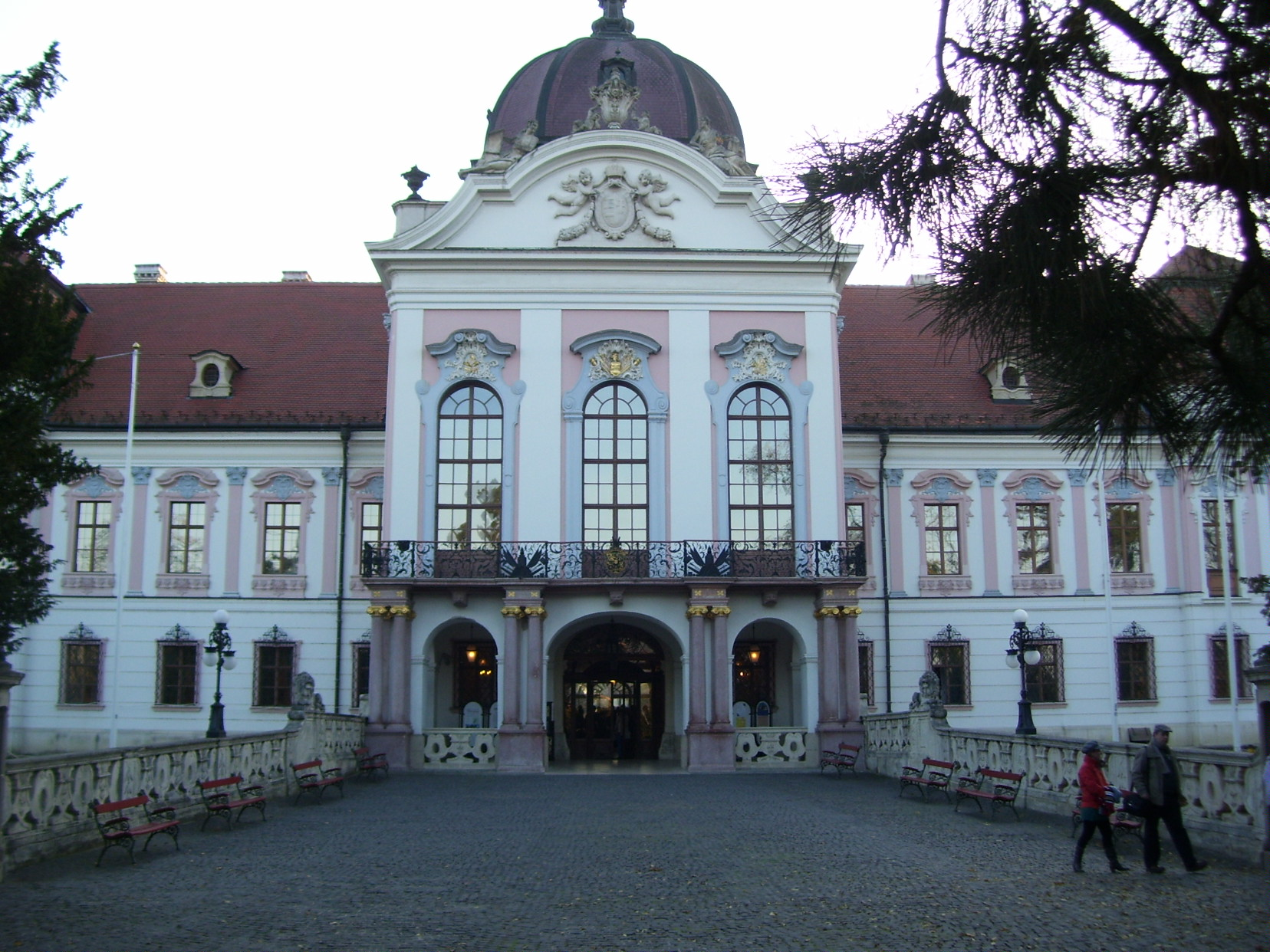
A gödöllői királyi kastély

A kastélyokkal gyakran összetévesztik, de azoktól eltérnek a kúriák, amelyek kastélyszerű, de kisebb igényű lakóházak, főként a középnemesség lakhelyei voltak és nem uradalmak központjaként, sokkal inkább magánlakásként működtek.
Ha a kastély megerősített védőfallal van körülvéve várkastélyról beszélünk. Ezek jellemzően korábbi várak korszerűsítése révén jöttek létre. Átvitt értelemben mesei építmény. Az eredete Latin és francia. Latin: castellam, francia: castel, chastel. 

## Története
Az előkelők lakhelyei a középkor végén és a reneszánsz kezdetén szokás szerint meg voltak erősítve. Az erődszerű építkezés elemei (tornyok, vízzel telt árkok, hidak stb.) a kastély architekturájában a mai napig is fennmaradtak. Az olyan kastélyt, amely már annyira meg van erősítve, hogy kisebb várnak is beillett, várkastély-nak hívják. Különösen a francia és az angol arisztokráciának voltak  építészeti szempontból kiemelkedő jelentőségű kastélyaik.
A kastélyépítészet főként a 17-19. században virágzott.

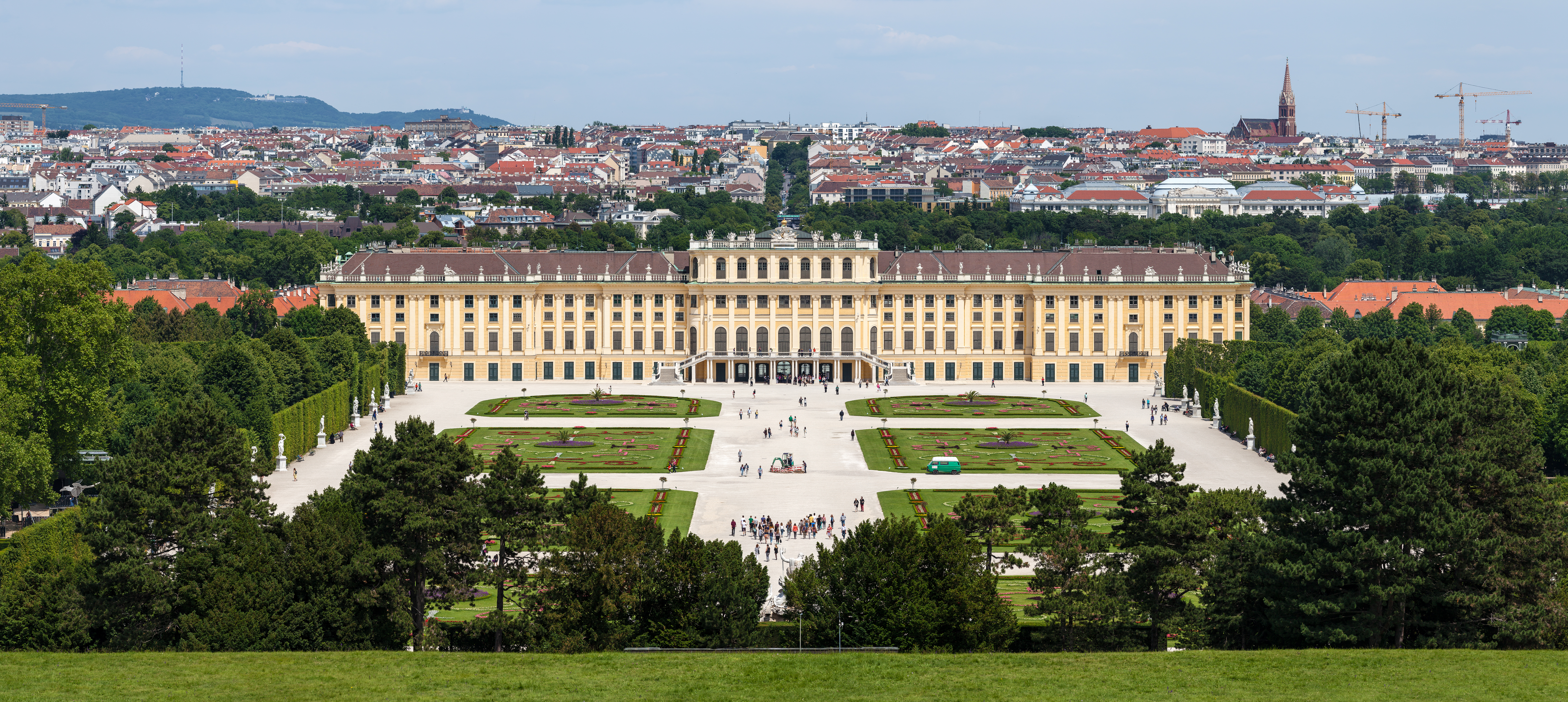
A schönbrunni kastély

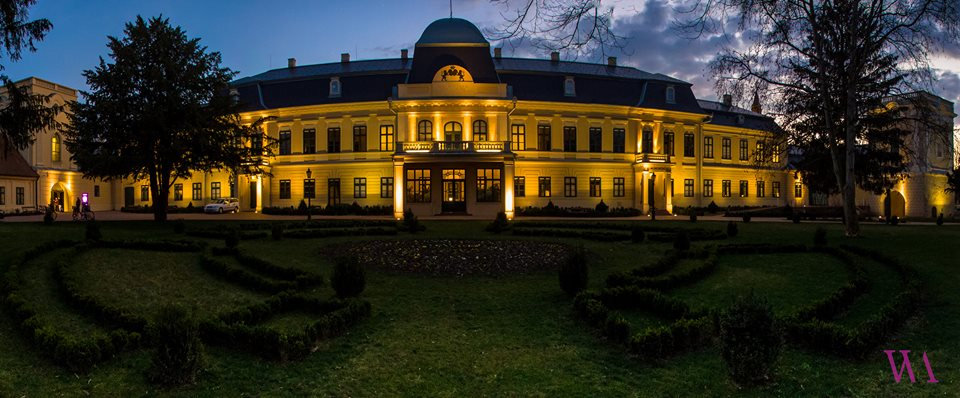
Wenckheim-kastély Gyulán

## Magyarországon
Hazánkban csak a 17. században kezdtek el a vidéken védőművekkel többé-kevésbé ellátott, magányos kastélyokat építeni. A legtöbb kastély a törökök teljes kiűzetése után, a rokokó stílus korszakában és a 19. század elején keletkezett.
Az Országos Műemlékvédelmi Hivatal felmérése szerint Magyarországon jelenleg 718 védett kastély és 103 vár található, ebből 51 működik kastélyszállóként. Dr. Virág Zsolt, a Kastélylexikon szerzője szerint jelenleg 1500-2000 közé tehető a magyarországi kastélyok száma.

## Források

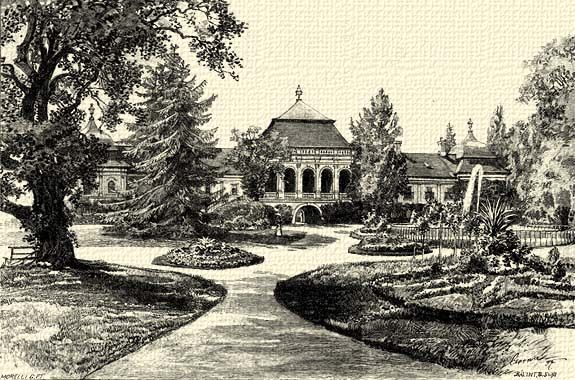
A Zsibói Wesselényi-kastély

## Külső hivatkozások
- Magyar, Köz-fejlesztésű Kastély-információs adatbázis
- Észak-Magyarországi Kastélyút Archiválva 2007. március 8-i dátummal a Wayback Machine-ben
- Magyar Kastélyportál
- Magyar kastélyok
- Magyar Kastélylexikon, A hónap kastélya
- Kastélyépítészet
- Erdélyi kastélyok
- Kastélykertek a világban
- Sulinet:Kastélykirándulások
- Légifotók Magyarországról, Magyar kastélyok
- Magyarországi kastélyok
- Erdélyi műemlék kastélyok térképe